# Francesc Piera i Sirera
Francesc «Paco» Piera i Sirera (Murla, 1961 - 2025) fou un periodista valencià, redactor a diversos mitjans de comunicació.
S'inicia als anys 80 del segle xx com a col·laborador al diari El País i prompte passa a ser redactor al periòdic comarcal Gent de la Safor i a l'edició comarcal de Levante-EMV de la Safor. L'any 1990 dóna el salt a la ràdio com a editor d'informatius a Ràdio 9, compaginant-ho amb la corresponsalia del diari Avui a València. L'any 1993 torna al periodisme comarcal com a director de TeleSafor.
Levante-EMV del grup Prensa Ibérica va ser l'empresa on més temps va treballar Piera, primer com a redactor de tribunals i política (1995-1999) i després com a cap de la delegació del diari a la comarca de l'Horta (1999-2008). Aquest any, l'empresa li encarrega la posada en funcionament de Levante Televisión (2008-2015). Després passa a ser durant tres anys director de la ràdio 97.7 del mateix grup empresarial.
Piera deixa Prensa Ibérica el 2015 i dóna inici a una nova etapa com a cap de premsa de l'Ajuntament de Mislata, amb l'alcalde Carlos Fernández Bielsa (PSPV-PSOE), però amb la posada en funcionament de la nova ràdiotelevisió valenciana À Punt el 2018 passa a ser cap de redacció dels informatius en els inicis del nou canal. El 2020 passà a la Conselleria de Sanitat Universal i Salut Pública de la Generalitat Valenciana com a cap de premsa de la consellera Ana Barceló (PSPV-PSOE).
Francesc Piera va morir al seu poble el febrer de 2025 després de patir un càncer els darrers tres anys. Va ser reconegut com un referent per altres periodistes com Isabel Olmos o Laura Ballester.